# كالبيرس (صندوق سيادي)
كالبيرس (بالإنجليزية: CalPERS)‏ : نظام التقاعد العام لموظفي ولاية كاليفورنيا الأمريكية (كالبيرس) هو وكالة تابعة للفرع التنفيذي لولاية كاليفورنيا «تدير المعاشات التقاعدية والمزايا الصحية لأكثر من 1.6 مليون من الموظفين العموميين في كاليفورنيا والمتقاعدين وأسرهم». [1] [2] في السنة المالية 2012-2013 ، دفعت كالبرس أكثر من 12.7 مليار دولار في استحقاقات التقاعد، [3] وفي السنة المالية 2013 يقدر أن كالبيرس سيدفع أكثر من 7.5 مليار دولار في الفوائد الصحية. [4]